# Interféromètre stellaire de Michelson

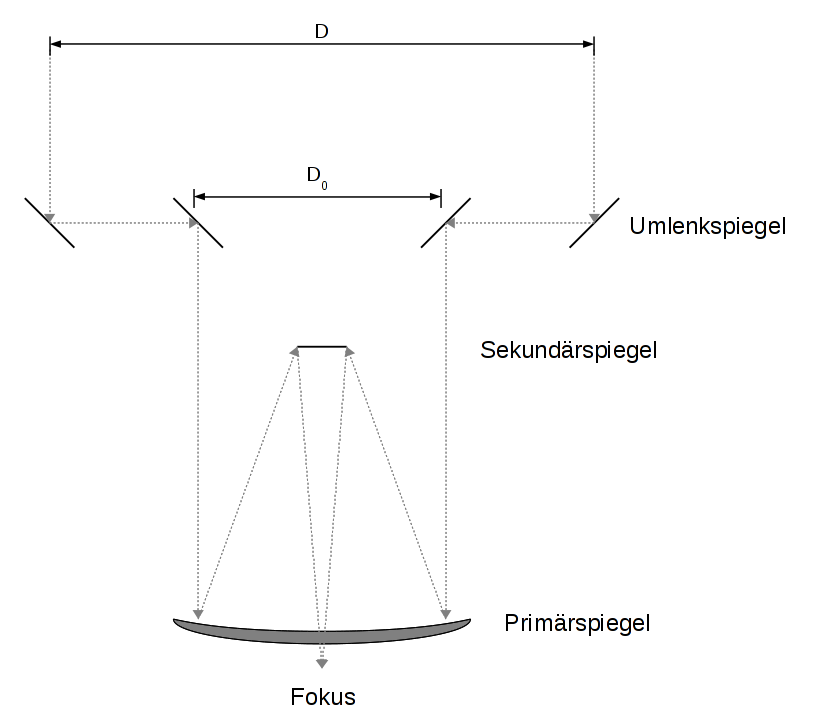
Formation des images dans l'interféromètre stellaire de Michelson.

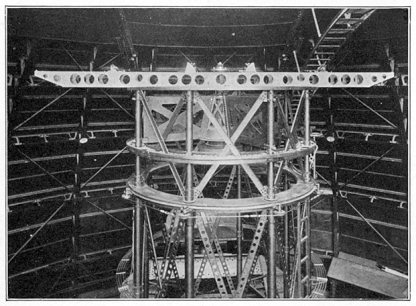
L’interféromètre stellaire de Michelson de 20 pieds d'ouverture intégré au télescope Hooker de 2,50 m de l'observatoire du Mont Wilson (1920).

L’interféromètre stellaire de Michelson (1920) est l'un des premiers interféromètres d'intensité utilisés en astronomie. Il consiste à former deux rayons distincts à partir de la lumière d'une étoile pour produire des interférences.

## Principe
Les deux rayons sont formés à partir de la lumière d'une étoile par deux fentes écartées d'une distance {\displaystyle D}. Chaque rayon est renvoyé sur le miroir primaire du télescope via deux réflecteurs allongeant ou raccourcissant leur chemin optique ; les rayons repartent du miroir principal vers un miroir condensateur, et de là concourent au foyer du miroir principal.
Si les étoiles étaient des sources lumineuses ponctuelles, la superposition des deux rayons donnerait une figure d'interférences ordinaire, avec une succession de raies espacées régulièrement d'un pas {\displaystyle \lambda /D_{0}} ({\displaystyle \lambda } étant la longueur d'onde de la lumière incidente) ; or les étoiles, malgré leur éloignement et leur taille apparente extrêmement faible, mais ne se comportent pas pour autant comme des sources ponctuelles : chaque point de leur surface émet une longueur d'onde caractéristique, si bien qu'on obtient une multitude de figures d'interférences à la fois, mais celles-ci se recouvrent, proportionnellement à la distance des points de la photosphère de l'étoile. La superposition des figures d'interférence brouille la reconnaissance de chacune d'elles quand la taille apparente de l'étoile est égale à {\displaystyle \lambda /2D}. Pour obtenir une mesure, on règle donc l’écartement {\displaystyle D} des fentes de l'interféromètre jusqu'à faire disparaître les figures d'interférences.

## Précision
En raison des perturbations atmosphériques, ces techniques ne donnent, du point de vue de la technologie actuelle, qu'une estimation grossière des diamètres stellaires. Selon Hale (1921), la précision de la première mesure de la distance angulaire de Bételgeuse n'était que de 0,005″ d'arc. Selon Scheffler et Elsässer, l'incertitude de mesure serait plutôt de 0,01″ d'arc (alors que les instruments modernes donnent, comme on le verra plus loin, une résolution allant jusqu'à 0,00002″ d'arc, et sont donc 500 fois plus précis que les interféromètres classiques). L'incertitude correspond ainsi à peu près au diamètre apparent du Soleil vu de Proxima Centauri. Cela montre que l'interféromètre stellaire de Michelson est en général inefficace pour mesurer les diamètres des étoiles de la Séquence principale, et que même pour des géantes et supergéantes, il ne convient que pour des objets relativement proches, d'un éloignement de l'ordre de 100 Parsec.
D'ailleurs, pour estimer correctement la taille apparente de l'étoile, il faut tenir compte de certaines aberrations. Une difficulté spécifique réside dans ce qu'on a coutume d'appeler l'assombrissement centre-bord, comme l'avait déjà signalé Hale (1921) : le centre de la tache lumineuse est plus brillant que ses bords, et contribue donc davantage à la figure d'interférence. Il en résulte une tendance à minimiser le diamètre apparent.
L'interférométrie produit souvent une estimation exagérée de la photosphère des géantes et supergéantes les plus proches et, contrairement au Soleil, un halo diffus. Il en résulte une tendance à surestimer le diamètre apparent, puisque la lumière recueillie n'est pas seulement celle du corps stellaire, mais aussi celle de son halo.
Pour estimer le diamètre réel à partir du diamètre apparent, il faut aussi connaître, naturellement, la distance de l'étoile. Or lorsque l’interféromètre stellaire de Michelson a été mis en service, la distance des étoiles géantes et supergéantes était encore très approximative. En l'occurrence, les données recueillies par Pease (1921) sur la distance de la géante rouge Arcturus étaient fausses de 100 % (6,3 à 13,5 Parsec soit 21 à 44 années-lumière). Depuis les années 1990, grâce aux données du satellite Hipparcos, on dispose des distances de plus de 100 000 étoiles de tous les types. Pourtant la surestimation de la photosphère de nombreuses étoiles demeure, pour les interféromètres modernes, un obstacle à l'accroissement de leur précision.

## Historique
L’interféromètre stellaire aurait été imaginé vers 1890 par l'ingénieur américain Albert A. Michelson. Le Français Hippolyte Fizeau en avait toutefois indiqué le principe plus de 20 ans auparavant à l'Académie des sciences, et un prototype avait été fabriqué par Édouard Stephan, alors directeur de l’observatoire de Marseille. On ignore toutefois si Michelson était au courant de ces recherches.
Adaptant un interféromètre à deux fentes à un télescope de 305 mm, Michelson entreprit en 1891 de mesurer le diamètre apparent des quatre satellites de Jupiter, et constata une concordance excellente avec les données publiées. Il lui fallut pourtant encore 25 années de recherches avant de construire le premier interféromètre stellaire opérationnel : appareil qui renvoyait la lumière sur deux réflecteurs plans écartés de 6 m sur le miroir de 2,5 m du télescope de l’observatoire du Mont Wilson.
Munis de cet instrument, Michelson et Francis Pease (1881–1938) purent réaliser de nouvelles mesures de diamètre : d'abord celui de Bételgeuse, qu'ils fixèrent en décembre 1920 à 390 millions de kilomètres, soit à peu près le diamètre de l'orbite de Mars ; ainsi la géante rouge Bételgeuse se trouvait avoir 300 fois la taille du Soleil. Hale (1921) indique qu'avec un écartement des fentes {\displaystyle D} de 6 pieds, la figure d'interférences était encore bien visible. Elle était très atténuée à l'écartement de 8 pieds, et avait complètement disparu à 10 pieds. Considérant une longueur d'onde moyenne de 550 nm, on pouvait en déduire un diamètre apparent de 0,045″.
Suivirent six autres mesures. Forts de ces premiers succès, ils entreprirent la construction d'un nouvel interféromètre, aux miroirs écartés cette fois de 15 m ; mais cet appareil perfectionné ne permit d'obtenir qu'un seul nouveau diamètre, et les campagnes de mesures reprirent jusqu'en 1931.

## Les interféromètres modernes
Depuis le début des années 1990, l'interféromètre stellaire de Michelson connaît un regain d'intérêt, sans doute à la faveur des progrès de l’optique adaptative, qui permet de compenser les aberrations atmosphériques qui perturbent la réfraction de la lumière extra-terrestre. L'observatoire Paul Wild en Australie a par exemple été équipé de l'interféromètre stellaire de l'université de Sydney (SUSI).
Les photorécepteurs utilisés, qui définissent l'écartement {\displaystyle D}, sont désormais des héliostats : ces instruments réfléchissent les rayons incidents toujours sous le même angle, quelle que soit la position de l'astre. Leur diamètre est de 20 cm, mais seul le disque central de 14 cm réfléchit effectivement la lumière, parce que la lumière stellaire présente un angle d'incidence aigu. C'est à dessein que leur diamètre est aussi réduit, car le pouvoir séparateur d'un miroir n'est pas tant limité par l'aberration atmosphérique que par sa courbure propre. Les perturbations atmosphériques ne déforment plus l'image du ciel comme avec les grands télescopes, mais donnent l'illusion d'un va-et-vient en bloc du ciel, ce que l’optique adaptative permet de résoudre. Les interféromètres longue base comportent plus de 12 héliostats fixes, alignés selon un axe Nord-Sud. Par commutation de différentes paires de miroirs, on peut ainsi couvrir toute la plage de {\displaystyle D} entre 5 et 640 m.
Les faisceaux lumineux incidents réfléchis par les héliostats sont transmis à un collimateur comportant deux miroirs paraboliques. D'un diamètre initial de 14 cm, ces faisceaux sont diaphragmés et ramenés à un diamètre de 5 cm conforme à l'ouverture des instruments optiques restants, qu'on ne décrira pas davantage ici, qui compensent les effets de réfraction liés aux perturbations atmosphériques.
Contrairement aux interféromètres classiques, dans le diffracteur de l'instrument de l’observatoire Paul Wild, les héliostats sont disposés de manière asymétrique, ce qui augmente encore la différence de marche des rayons. Cette asymétrie est obtenue par la monture mobile de deux réflecteurs : en éloignant ces instruments plus ou moins de l'axe optique, on allonge le chemin optique d'un rayon, tout en raccourcissant d'autant celui de l'autre. Grâce à un compensateur, la correction de chemin optique est adaptative. Le réticule intégré aux miroirs est ajusté de façon à compenser en temps réel le mouvement de l'image.Les deux rayons traversent ensuite un correcteur de dispersion, et leur lumière est finalement analysée par ce que Davis et al. (1999) qualifient de « pupitre optique » : un polariseur qui sépare les composantes de la lumière, avant de former les interférences.
Seules les composantes polarisées horizontalement participent aux interférences ; les composantes verticales sont transmises à des analyseurs de front d'onde (cf. optique adaptative), pour corriger les mouvements.
Pour faire interférer les composantes polarisées horizontalement restantes, un autre diaphragme est interposé. Il donne naissance à deux nouveaux rayons, incorporant des composantes des deux rayons incidents. Des prismes dévient chacun de ces rayons à travers un tube photomultiplicateur, mais dans cette déviation une partie seulement de l'énergie lumineuse est récupérée : celle correspondant aux rayons ressortant du prisme parallèlement à leur direction originale. L'un des rayons est finalement dirigé vers un troisième détecteur de front d'onde. Par comparaison avec les données des deux détecteurs précédents (avant la formation des interférences), l'effet des perturbations atmosphérique est analysé a posteriori.
Pour estimer le diamètre apparent de l'étoile, on mesure l'intensité des rayons incidents et l'on évalue leur degré de corrélation. Il ne faut pas confondre ce coefficient de corrélation avec celui d'un interféromètre par intensité. Dans ce dernier, le rayon incident est converti en intensités avant l'interférence ; dans l'interféromètre de Michelson, seulement après ; mais la corrélation en les deux intensités joue qualitativement de la même façon dans les deux instruments : si la distance entre les réflecteurs primaires, {\displaystyle D}, est très faible, les deux intensités sont temporellement très corrélées, ce qui implique que la figure d'interférences est très nette. Si l'on augmente l'écartement, la corrélation, c'est-à-dire le contraste de la figure d'interférences, diminue. Plus le diamètre apparent de l'astre est important, plus il faut diminuer {\displaystyle D} pour améliorer la corrélation.
Bénéficiant d'une multitude de compensations, en particulier grâce à l'Optique adaptative, l'interféromètre de Sydney est d'une remarquable précision. Davis et al. (2009) sont parvenus, avec cet instrument, à estimer le diamètre apparent de la céphéide l Carinæ avec une incertitude de seulement 0,00002! Il est également possible d'améliorer l'image par une forme de stroboscopie. Il faut cependant corriger le diamètre nominal de l'assombrissement centre-bord et de l'éventuelle présence d'un halo stellaire.
Non seulement les interféromètres modernes suppriment les défauts de l'interféromètre stellaire de Michelson (une irrégularité relativement importante du diamètre des réflecteurs), mais évitent la plupart des défauts propres aux interféromètre par intensité (une pauvre sensibilité), qu'on n'utilise guère que pour les étoiles classe II. L'interféromètre de Sydney permet, lui, de mesurer jusqu'aux étoiles classe VIII, ce qui représente plus de 10 000 objets de pratiquement toutes les classes spectrales, leur éloignement étant déterminé grâce aux données du satellite Hipparcos.

## De l'interférométrie à la synthèse d'ouverture
L'expérience tirée de l'interféromètre stellaire de Michelson a mené dans les années 1950 aux algorithmes de synthèse d'ouverture de Martin Ryle pour les radiotélescopes, puis dans les années 1960 aux méthodes d'interférométrie optique, dont les prolongements modernes sont le Grand Télescope binoculaire et l’interféromètre du Très Grand Télescope.
L’idée de base de la synthèse d'ouverture consiste à obtenir une figure d'interférence, non pas à partir de deux sources, mais d'au moins trois. La figure complexe qui en résulte permet, non seulement d'en déduire le diamètre apparent d'une source lumineuse lointaine, mais aussi d'obtenir une répartition de contraste (c'est-à-dire de reconstituer un effet de volume dans l'image plane). Dans le domaine des ondes radio, immunes aux perturbations atmosphériques, ce procédé est utilisé depuis des décennies. En lumière visible et dans le proche infrarouge, cela n'est possible que depuis les progrès de l'optique adaptative. On doit citer à ce propos les travaux d’Haubois et al., qui ont pu reconstituer la surface de Bételgeuse par interférométrie infrarouge de trois télescopes.

## Voir également
- (de) Cet article est partiellement ou en totalité issu de l’article de Wikipédia en allemand intitulé « Michelson-Sterninterferometer » (voir la liste des auteurs).